# ولاية سربل

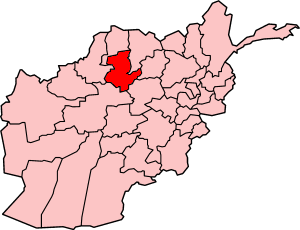
ولاية سربل

ولاية سربل إحدى ولايات أفغانستان الشمالية وهي بلدة كثيرة الماء وعليلة الهواء مشهورة بطيب سكانها وفيه دفن الإمام يحيى بن زيد بن علي بن الحسين بن علي الهاشمي القرشي الذي قتله سورة بن محمد. والبلدة متكونة من السكان الاصليين وهم الأوزبيك ومن الطاجيك وقليل من البشتون المهاجرة من الجنوب وفيها قليل من العرب.
سربل هي واحدة من أربع وثلاثين ولاية في أفغانستان، وتقع في شمال البلاد. تحدها جوزجان وبلخ من الغرب والشمال وغور من الجنوب وسمنجان من الشرق. الولاية مقسمة إلى 7 مقاطعات وتحتوي على 896 قرية. يبلغ عدد سكانها حوالي 632.000 نسمة، وهي متعددة الأعراق ومعظمها مجتمع قبلي. أُنشأت المقاطعة في عام 1988 بدعم من السياسي الأفغاني الشمالي سيد نسيم ميهانباراست. مدينة سربل بمثابة عاصمة المقاطعة.
سيطرت طالبان على المحافظة خلال هجوم طالبان عام 2021.

## التاريخ
بين أوائل القرن السادس عشر ومنتصف القرن الثامن عشر حكم الإقليم خانية بخارى. تم منحها لأحمد شاه دوراني من قبل مراد بك من بخارى بعد توقيع معاهدة في حوالي عام 1750، وأصبحت جزءًا من إمبراطورية دوراني. كان يحكمها الدرانيون تليها سلالة باراكزاي. المنطقة لم يمسها البريطانيون خلال الحروب الأنغلو-أفغانية الثلاثة التي خاضت في القرنين التاسع عشر والعشرين. وظلت سلمية لنحو مائة عام حتى الحرب السوفيتية الأفغانية في الثمانينات.

### التاريخ الحديث
خلال الحرب الأهلية الأفغانية، كانت المنطقة تحت سيطرة القوات الموالية لعبد الرشيد دوستم. استولت عليها حركة طالبان عام 1998. أمين الله أمين أول عضو بارز في طالبان يتم أسره كان الحاكم السابق للإقليم.
أنشأ فريق إعادة إعمار المقاطعات بقيادة السويد المتمركز في مزار الشريف منذ 2005 والمسؤول عن أربع مقاطعات منها ولاية سربل، مكتبًا وبعض القوات في المقاطعة. بدأت قوات الأمن الوطني الأفغانية في التوسع في العقد الماضي وتولت ببطء المسؤولية الأمنية من القوة الدولية للمساعدة الأمنية (إيساف). يكون الحفاظ على الحدود بين أفغانستان وتركمانستان من قبل شرطة الحدود الأفغانية بينما يكون توفير القانون والنظام لبقية المقاطعة من قبل الشرطة الوطنية الأفغانية المدربة من قبل الناتو.
في عام 2009 ذكر قائد شرطة المحافظة على أن الأسلحة قد تم جمعها من كثير من الناس ومن ثلاث مناطق، وُصفت هذه المناطق بأنها المناطق الأكثر السلمية في المحافظة. وفي عمليات ضد المسلحين قال قائد الشرطة إنهم اعتقلوا قائد طالبان البارز الملا نادر مع 11 آخرين خلال العمليات الأخيرة. وقال إن عشرات الكيلوغرامات من الحشيش والأفيون تمت مصادرتها خلال العمليات.
أكبر تهديد للمسافرين في ولاية سربل يظل قطاع الطرق واللصوص على الطرق السريعة ورجال الميليشيات والشرطة الفاسدين ومخاطر الطرق. تمتلك طالبان كوادر صغيرة تعمل في جميع أنحاء الولاية لكنها تعتمد على شبكات دعم أكبر في الولايات المجاورة.
استعادت طالبان السيطرة على العاصمة الإقليمية في 8 أغسطس 2021.

## الرعاية الصحية
بالنسبة لمياه الشرب النظيفة فقد ارتفعت نسبة الأسر المعيشية التي تستطيع الحصول على مياه شرب نظيفة من 8% عام 2005 إلى 15% عام 2011. ارتفعت النسبة المئوية للولادات التي تمت تحت إشراف قابلة ماهرة من 0% في عام 2005 إلى 20% في عام 2011.

## التعليم
ارتفع معدل الإلمام بالقراءة والكتابة الإجمالي (من عمر 6 سنوات فأكثر) من 12% في عام 2005 إلى 23% في عام 2011. ارتفع معدل الالتحاق الصافي الإجمالي (بين 6-13 عامًا) من 22% في عام 2005 إلى 46% في عام 2011.

## الجغرافية
ولاية سربل هي مقاطعة جبلية خاصة في الجزء الجنوبي منها. تبلغ مساحتها 16360 كم. ثلاثة أرباع (75%) المقاطعة جبلية أو شبه جبلية بينما سُبع (14%) المنطقة مكون من أرض مستوية. المقاطعة مقسمة إلى 7 مناطق وتحتوي على 896 قرية.

## الديموغرافيا
اعتبارًا من عام 2021 بلغ إجمالي عدد سكان المقاطعة حوالي 632,000 نسمة.

## الاقتصاد
التعدين والزراعة هي الصناعات الرئيسية في المقاطعة. وقعت حكومة أفغانستان اتفاقية مع شركة البترول الوطنية الصينية لتطوير كتل النفط في حوض آمو داريا، وهو مشروع من المتوقع أن يدر مليارات الدولارات على مدى عقدين من الزمن؛ تغطي الصفقة أعمال حفر ومصفاة في ولاية سربل وفرياب الشماليتين وهي أول اتفاقية دولية لإنتاج النفط أبرمتها الحكومة الأفغانية منذ عدة عقود. بدأ إنتاج النفط الأفغاني في أكتوبر 2012 وكان من المتوقع أن يرتفع إلى مليون برميل سنويًا في عام 2013.
في 5 أكتوبر 2018 في واشنطن العاصمة وقع المسؤولون الأفغان عقدًا مدته 30 عامًا يتضمن استثمارًا بقيمة 56 مليون دولار من قبل مجموعة الاستثمار سينتار وشركتها التشغيلية الأفغانية للذهب والمعادن لاستكشاف منطقة تغطي 500 كيلومتر مربع من النحاس مع تطوير التعدين المقرر أن يبدأ بعد ذلك.
يتم توفير الاتصالات داخل وحول الولاية من قبل أفغان وايرلس وروشان واتصالات ومجموعة إم تي إن.